# Josephine Reeves
Pour les articles homonymes, voir Reeves.
Josephine Reeves (née le 25 mars 2001 à Lower Hutt) est une athlète néo-zélandaise, spécialiste du saut en hauteur.

## Carrière
Le 7 avril 2019, elle franchit à Sydney son record personnel en 1,86 m lors des championnats australiens. 
Elle égale son record personnel (également record des championnats) en 1,86 m pour remporter la médaille d'or lors des Championnats d'Océanie 2019 à Townsville.